# Centencyrtus anser
Centencyrtus anser är en stekelart som beskrevs av John S. Noyes och Woolley 1994. Centencyrtus anser ingår i släktet Centencyrtus och familjen sköldlussteklar. Inga underarter finns listade.